# Itanhandu
Itanhandu este un oraș în Minas Gerais (MG), Brazilia.